# Laulne
Laulne ist eine französische Gemeinde mit 185 Einwohnern (Stand 1. Januar 2022) im Département Manche in der Region Normandie. Sie gehört zum Arrondissement Coutances und zum Kanton Créances. 
Sie grenzt im Norden an Le Plessis-Lastelle, im Osten an Gorges, imi Südosten an Saint-Patrice-de-Claids und im Südwesten und im Westen an Vesly.

## Bevölkerungsentwicklung
| Jahr      | 1962 | 1968 | 1975 | 1982 | 1990 | 1999 | 2008 | 2018 |
| --------- | ---- | ---- | ---- | ---- | ---- | ---- | ---- | ---- |
| Einwohner | 277  | 235  | 200  | 211  | 198  | 183  | 156  | 192  |

## Sehenswürdigkeiten
- Romanische Kirche Saint-Cyr-Sainte-Julitte

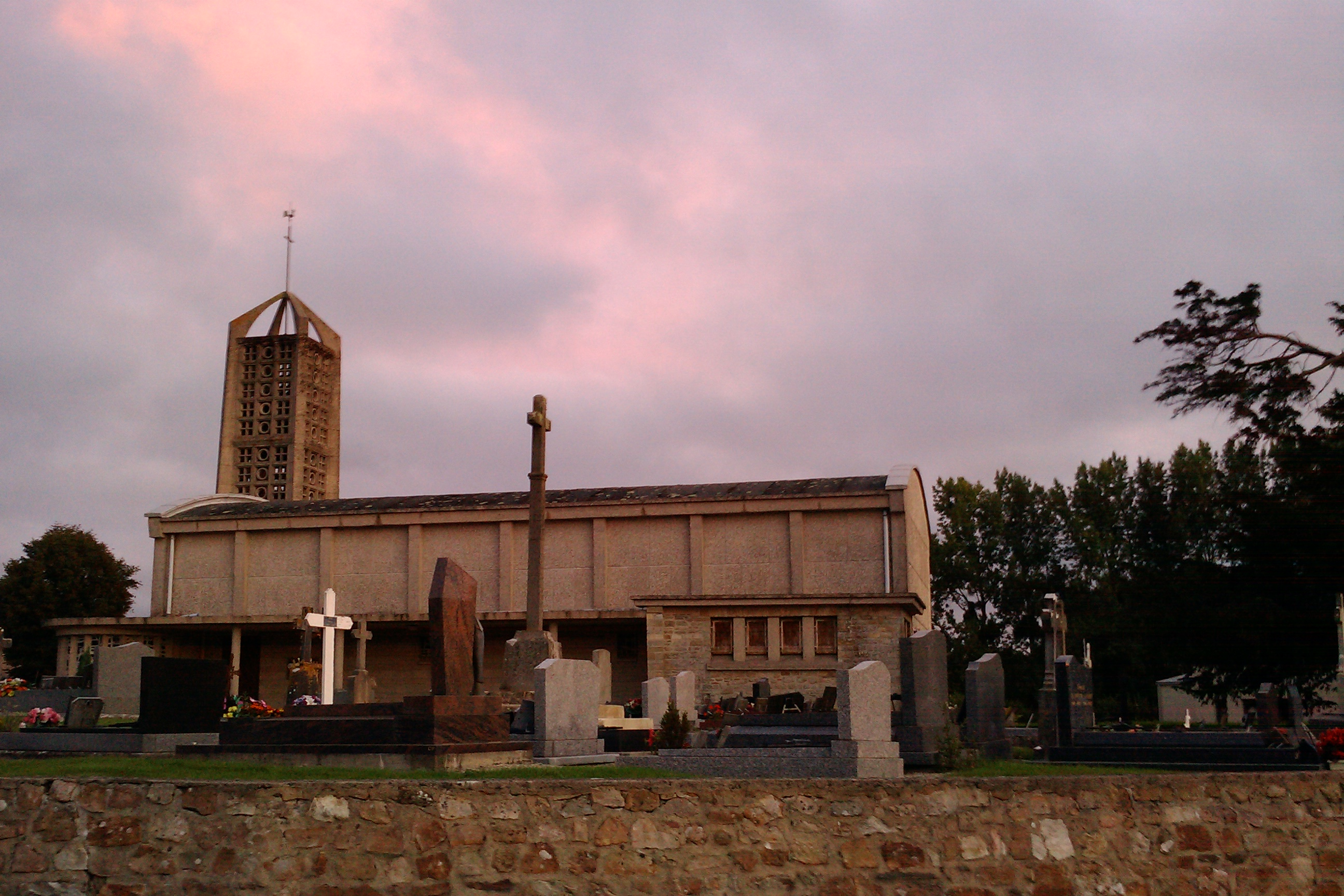
Kirche Saint-Cyr-Sainte-Julitte